# Ryō Hirakawa
Ryō Hirakawa (平川亮?,  Hirakawa Ryō; Kure, 7 marzo 1994) è un pilota automobilistico giapponese, ha vinto la 24 Ore di Le Mans nel 2022 e due volte il Mondiale Endurance (2022 e 2023).

## Carriera

### Kart e primi anni in monoposto
Nato a Kure, Hiroshima, Hirakawa inizia la sua carriera agonistica in karting all'età di undici anni, ha corso in vari campionati locali, passando alla categoria KF2 nel 2009, finendo 32 ° nel campionato Asia-Pacifico. Nel 2010 il nipponico passa in monoposto, correndo nella Formula Challenge Japan e nella Formula BMW. Nel 2012 passa alla F3 giapponese con il team RSS. Hirakawa domina la prima metà del campionato, conquistando sette vittorie e vincendo il titolo di campionato con esso. Durante la stagione partecipa anche nel Gran Premio di Macao.

### Super GT

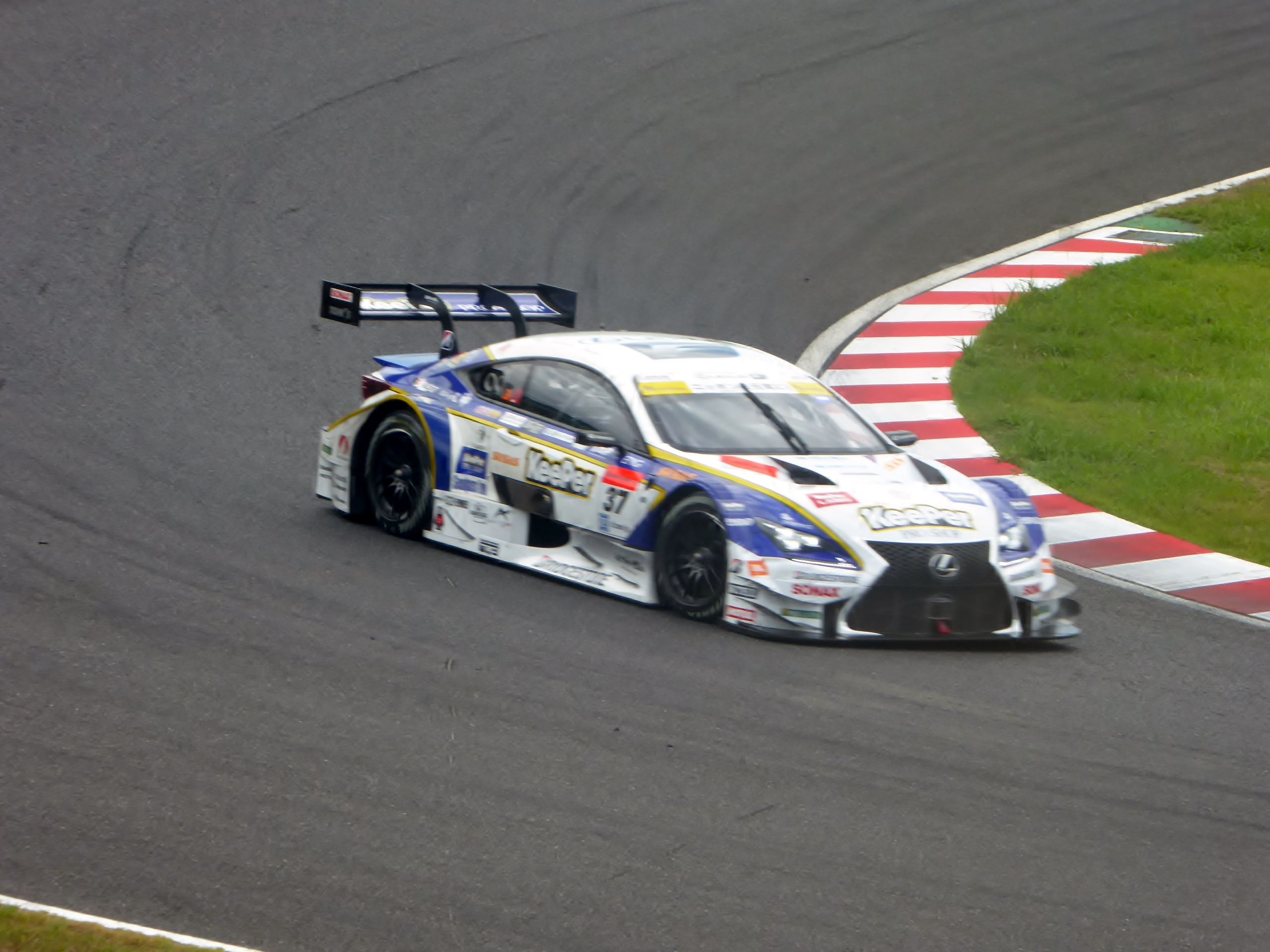
Hirakawa nel 2016 durante la 1000km di Suzuka

Hirakawa esordisce in Super GT G500 nel 2014 con Lexus Team Petronas TOM's, sostituendo Kazuki Nakajima impegnato nel Campionato mondiale endurance per due gare della stagione. Nel 2015 diventa pilota a tempo pieno nel Team Petronas TOM's, guidando al fianco di Andrea Caldarelli. I duo riesce a vincere due gare, una a Okayama e altra sul Circuito di Motegi concludendo sesti in campionato.
Nel 2017 Hirakawa viene affiancato da Nick Cassidy. Vincono subito alla prima vittoria sempre a Okayama, ritornano alla vittoria alla penultima gara a Buriram e grazie il secondo posto a Motegi il duo si laureano campioni. Nel 2018 e 2019 il pilota giapponese continua a correre con il team TOM's al volante di una Lexus LC 500, raggiungendo due secondi posti finali. Dal 2020 passa dalla Lexus alla Toyota, guidando la Toyota GR Supra.

### Super Formula
Hirakawa debutta a 19 anni nel Campionato Super Formula nel 2013 con il team Kygnus Sunoco Team LeMans. Durante l'intera stagione dimostra di essere molto veloce, sfora il podio in due occasioni e chiude 11º in classifica. L'anno successivo il giovane pilota giapponese viene confermato dal team. Conquista il suo primo podio nella serie, arrivando secondo sul Circuito del Fuji e chiude ottavo in classifica.
Nel 2015, rimane con il Team LeMans per il terzo anno consecutivo, come compagno di squadra arriva Kamui Kobayashi ex pilota di Formula 1. Hirakawa non riesce a raggiungere di nuovo il podio, chiude ancora ottavo in classifica e decide di lasciare la serie per concertarsi sul Super GT e European Le Mans Series.
Hirakawa torna in Super Formula nel 2018 con il Team Impul al posto di Jann Mardenborough. Con il nuovo team corre fino il 2021 conquistando due vittorie e sfiora il titolo nella stagione 2020 arrivando secondo a soli due punti dal campione Naoki Yamamoto.

### WEC

Hirakawa durante la sua prima 24 Ore di Le Mans nel 2022

Nel dicembre 2021 viene scelto dal team Toyota Gazoo Racing per correre nella stagione 2022 del Campionato del mondo endurance, insieme a Sébastien Buemi e Brendon Hartley. Chiude secondo nella sua gara d'esordio, la 1000 miglia di Sebring e vince la 24 Ore di Le Mans 2022 e la 6 Ore del Fuji. A fine stagione con il resto del equipaggio si laurea campione, per Hirakawa è il suo primo Mondiale.
Per la stagione 2023 Hirakawa viene confermato dalla Toyota insieme a Buemi e Hartley. L'equipaggio ottiene la vittoria alla 6 Ore di Portimão davanti alla Ferrari. Ottiene un'altra vittoria, alla 8 Ore del Bahrain 2023, risultato che porta il team a rivincere il campionato. 
Per la stagione 2024, riconfermato sulla Toyota ottiene due vittorie ma chiude solamente al quarto posto in classifica piloti.

### Formula 1
Nel settembre del 2023, Hirakawa entra nel Driver Development programme del team di Formula 1, McLaren; diventano anche pilota di riserva per la stagione 2024. Il mese successivo ha la possibilità di scendere in pista con la MCL35M sul Circuito di Barcellona. Nel dicembre scenderà in pista con la McLaren durante le prove libere del Gran Premio di Abu Dhabi.
Per la stagione 2025 diventa pilota di riserva del team Alpine insieme a Paul Aron e Franco Colapinto. In quell'anno prende parte al primo turno delle prove libere del Gran Premio del Giappone con l'Alpine A525. Il 7 aprile 2025 lascia il team francese e viene ingaggiato come pilota di riserva della Haas. Con il team statunitense per poi prendere parte al primo turno di prove libere del Gran Premio del Bahrein. 

## Risultati

### Riassunto della carriera
| Stagione | Serie                     | Team                          | Gare                        | Vittorie                    | Pole                        | G.V                         | Podio                       | Punti                       | Pos.                        |
| -------- | ------------------------- | ----------------------------- | --------------------------- | --------------------------- | --------------------------- | --------------------------- | --------------------------- | --------------------------- | --------------------------- |
| 2010     | Formula Challenge Japan   |                               | 11                          | 0                           | 0                           | 1                           | 2                           | 17                          | 6°                          |
| 2010     | Formula BMW Pacific       | Asia Racing Team              | 3                           | 0                           | 0                           | 0                           | 0                           | 0                           | NC†                         |
| 2011     | Formula Challenge Japan   |                               | 13                          | 1                           | 1                           | 0                           | 10                          | 73                          | 2°                          |
| 2012     | Formula 3 giapponese      | RSS                           | 15                          | 7                           | 7                           | 5                           | 13                          | 118                         | 1°                          |
| 2012     | Formula Challenge Japan   |                               | 12                          | 5                           | 4                           | 4                           | 10                          | 91                          | 2°                          |
| 2012     | Gran Premio di Macao      | KCMG by RSS                   | 1                           | 0                           | 0                           | 0                           | 0                           | N/A                         | NC                          |
| 2012     | Porsche Carrera Cup Japan | GARMIN Porsche                | 12                          | 7                           | 6                           | ?                           | 9                           | ?                           | 1°                          |
| 2013     | Super Formula             | Kygnus Sunoco Team LeMans     | 7                           | 0                           | 0                           | 2                           | 0                           | 9                           | 11°                         |
| 2014     | Super Formula             | Kygnus Sunoco Team LeMans     | 9                           | 0                           | 0                           | 0                           | 1                           | 16.5                        | 8°                          |
| 2014     | Super GT - GT500          | Lexus Team Petronas TOM'S     | 2                           | 0                           | 0                           | 0                           | 0                           | 8                           | 11°                         |
| 2015     | Super Formula             | Kygnus Sunoco Team LeMans     | 8                           | 0                           | 0                           | 0                           | 0                           | 13                          | 8°                          |
| 2015     | Super GT - GT500          | Lexus Team KeePer TOM'S       | 8                           | 2                           | 2                           | 0                           | 2                           | 56                          | 5°                          |
| 2016     | ELMS - LMP2               | Thiriet by TDS Racing         | 5                           | 2                           | 1                           | ?                           | 3                           | 70                          | 5°                          |
| 2016     | Super GT - GT500          | Lexus Team KeePer TOM's       | 2                           | 0                           | 1                           | 0                           | 2                           | 27                          | 9°                          |
| 2017     | ELMS - LMP2               | G-Drive Racing                | 4                           | 2                           | 0                           | ?                           | 3                           | 73                          | 4°                          |
| 2017     | Super GT - GT500          | Lexus Team KeePer TOM'S       | 8                           | 2                           | 1                           | 0                           | 4                           | 84                          | 1°                          |
| 2018     | Super GT - GT500          | Lexus Team KeePer TOM'S       | 8                           | 1                           | 0                           | 0                           | 4                           | 75                          | 2°                          |
| 2018     | Super Formula             | Itochu Enex Team Impul        | 6                           | 0                           | 1                           | 0                           | 2                           | 17                          | 5°                          |
| 2019     | Super GT - GT500          | Lexus Team KeePer TOM'S       | 8                           | 1                           | 0                           | 0                           | 4                           | 83                          | 2°                          |
| 2019     | DTM                       | Lexus Team KeePer TOM'S       | 1                           | 0                           | 0                           | 0                           | 0                           | 0                           | NC†                         |
| 2019     | Super Formula             | Itochu Enex Team Impul        | 7                           | 1                           | 1                           | 0                           | 1                           | 12                          | 10°                         |
| 2020     | Super GT - GT500          | Toyota Gazoo con TOM'S        | 8                           | 1                           | 2                           | 2                           | 2                           | 67                          | 2°                          |
| 2020     | Super Formula             | Itochu Enex Team Impul        | 7                           | 1                           | 2                           | 0                           | 2                           | 60                          | 2°                          |
| 2021     | Super GT - GT500          | Toyota Gazoo con TOM'S        | 8                           | 0                           | 1                           | 1                           | 3                           | 47                          | 7°                          |
| 2021     | Super Formula             | carenex Team Impul            | 6                           | 0                           | 0                           | 0                           | 2                           | 46                          | 4°                          |
| 2022     | Super Formula             | carenex Team Impul            | 10                          | 2                           | 0                           | 0                           | 4                           | 87                          | 3°                          |
| 2022     | WEC                       | Toyota Gazoo Racing           | 6                           | 2                           | 2                           | 0                           | 5                           | 149                         | 1°                          |
| 2023     | Super Formula             | Team Impul                    | 9                           | 0                           | 0                           | 2                           | 3                           | 58                          | 5°                          |
| 2023     | WEC                       | Toyota Gazoo Racing           | 7                           | 2                           | 2                           | 0                           | 6                           | 172                         | 1°                          |
| 2024     | Formula 1                 | McLaren F1 Team               | Terzo pilota e collaudatore | Terzo pilota e collaudatore | Terzo pilota e collaudatore | Terzo pilota e collaudatore | Terzo pilota e collaudatore | Terzo pilota e collaudatore | Terzo pilota e collaudatore |
| 2024     | WEC                       | Toyota Gazoo Racing           | 8                           | 2                           | 1                           | 0                           | 2                           | 109                         | 4°                          |
| 2025     | Formula 1                 | Alpine F1 Team / Haas F1 Team | Terzo pilota e collaudatore | Terzo pilota e collaudatore | Terzo pilota e collaudatore | Terzo pilota e collaudatore | Terzo pilota e collaudatore | Terzo pilota e collaudatore | Terzo pilota e collaudatore |
| 2025     | WEC                       | Toyota Gazoo Racing           |                             |                             |                             |                             |                             | *                           |                             |

† – Hirakawa è un pilota ospite, non idoneo ai punti.

* Stagione in corso.

### Risultati Super Formula
| Anno | Team                      | 1       | 2        | 3       | 4      | 5       | 6       | 7       | 8       | 9      | 10    | Punti | Pos. |
| ---- | ------------------------- | ------- | -------- | ------- | ------ | ------- | ------- | ------- | ------- | ------ | ----- | ----- | ---- |
| 2013 | Kygnus Sunoco Team LeMans | SUZ 8   | AUT 7    | FUJ 11  | MOT 7  | SUG Rit | SUZ1 6  | SUZ2 4  |         |        |       | 9     | 11°  |
| 2014 | Kygnus Sunoco Team LeMans | SUZ 4   | FUJ1 Rit | FUJ2 8  | FUJ 2  | MOT 10  | AUT 13  | SUG 8   | SUZ1 16 | SUZ2 5 |       | 16.5  | 8°   |
| 2015 | Kygnus Sunoco Team LeMans | SUZ 12  | OKA 9    | FUJ 6   | MOT 7  | AUT 4   | SUG 8   | SUZ 10  | SUZ 5   |        |       | 13    | 8°   |
| 2018 | Itochu Enex Team Impul    | SUZ Rit | AUT C    | SUG 9   | FUJ 4  | MOT 2   | OKA 3   | SUZ Rit |         |        |       | 17    | 5°   |
| 2019 | Itochu Enex Team Impul    | SUZ Rit | AUT 14   | SUG 11  | FUJ 12 | MOT 1   | OKA 12  | SUZ 8   |         |        |       | 12    | 10°  |
| 2020 | Itochu Enex Team Impul    | MOT 1   | OKA 4    | SUG 2   | AUT 12 | SUZ Rit | SUZ 7   | FUJ 6   |         |        |       | 60    | 2°   |
| 2021 | carenex Team Impul        | FUJ 4   | SUZ 2    | AUT Rit | SUG    | MOT 4   | MOT Rit | SUZ 2   |         |        |       | 46    | 4°   |
| 2022 | carenex Team Impul        | FUJ 1   | FUJ 2    | SUZ 7   | AUT 1  | SUG 7   | FUJ Rit | MOT Rit | MOT 2   | SUZ 9  | SUZ 5 | 87    | 3°   |
| 2023 | Team Impul                | FUJ 3   | FUJ 21   | SUZ 3   | AUT 5  | SUG 11  | FUJ 4   | MOT 2   | SUZ 7   | SUZ 6  |       | 58    | 5°   |

### Risultati Super GT
| Anno | Team                                  | Auto            | Classe | 1      | 2     | 3     | 4      | 5       | 6       | 7       | 8     | Punti | Pos. |
| ---- | ------------------------------------- | --------------- | ------ | ------ | ----- | ----- | ------ | ------- | ------- | ------- | ----- | ----- | ---- |
| 2014 | Lexus Team Petronas TOM'S             | Lexus RC F      | GT500  | OKA    | FUJ 9 | AUT 5 | SUG    | FUJ     | SUZ     | BUR     | MOT   | 8     | 20°  |
| 2015 | Lexus Team KeePer TOM'S               | Lexus RC F      | GT500  | OKA 1  | FUJ 6 | BUR 6 | FUJ 12 | SUZ 8   | SUG 9   | AUT 12  | MOT 1 | 56    | 5°   |
| 2016 | Lexus Team KeePer TOM'S               | Lexus RC F      | GT500  | OKA 2  | FUJ 3 | SUG 8 | FUJ 12 | SUZ Rit | CHA 9   | MOT Rit | MOT 5 | 38    | 9°   |
| 2017 | Lexus Team KeePer TOM'S               | Lexus LC 500    | GT500  | OKA 1  | FUJ 3 | AUT 6 | SUG 10 | FUJ 6   | SUZ 6   | CHA 1   | MOT 2 | 84    | 1°   |
| 2018 | Lexus Team KeePer TOM'S               | Lexus LC 500    | GT500  | OKA 3  | FUJ 7 | SUZ 3 | CHA 8  | FUJ 2   | SUG 14  | AUT 1   | MOT 4 | 75    | 2°   |
| 2019 | Lexus Team KeePer TOM'S               | Lexus LC 500    | GT500  | OKA 12 | FUJ 7 | SUZ 2 | CHA 2  | FUJ 4   | AUT 3   | SUG 4   | MOT 1 | 83    | 2°   |
| 2020 | Toyota Gazoo Racing Team KeePer Tom's | Toyota GR Supra | GT500  | FUJ 1  | FUJ 4 | SUZ 7 | MOT 6  | FUJ 4   | SUZ Rit | MOT 6   | FUJ 2 | 67    | 2°   |
| 2021 | Toyota Gazoo Racing Team KeePer Tom's | Toyota GR Supra | GT500  | OKA 3  | FUJ 3 | SUZ 7 | MOT 10 | SUG 11  | AUT 9   | MOT 10  | FUJ 2 | 46    | 7°   |

### Risultati nel WEC
| Anno    | Squadra             | Classe   | Vettura             | SEB | SPA | LMS | MON | FUJ | BHR |     |     | Punti | Pos. |
| ------- | ------------------- | -------- | ------------------- | --- | --- | --- | --- | --- | --- | --- | --- | ----- | ---- |
| 2022    | Toyota Gazoo Racing | Hypercar | Toyota GR010 Hybrid | 2   | Rit | 1   | 2   | 1   | 2   |     |     | 149   | 1°   |
| Anno    | Squadra             | Classe   | Vettura             | SEB | ALG | SPA | LMS | MON | FUJ | BHR |     | Punti | Pos. |
| 2023    | Toyota Gazoo Racing | Hypercar | Toyota GR010 Hybrid | 2   | 1   | 2   | 2   | 6   | 2   | 1   |     | 172   | 1    |
| Anno    | Squadra             | Classe   | Vettura             | QAT | IMO | SPA | LMS | SÃO | COA | FUJ | BHR | Punti | Pos. |
| 2024    | Toyota Gazoo Racing | Hypercar | Toyota GR010 Hybrid | 8   | 5   | 6   | 5   | 1   | 15  | 10  | 1   | 109   | 4°   |
| Anno    | Squadra             | Classe   | Vettura             | QAT | IMO | SPA | LMS | SÃO | COA | FUJ | BHR | Punti | Pos. |
| 2025    | Toyota Gazoo Racing | Hypercar | Toyota GR010 Hybrid | 5   | 5   | 4   | 14  | 15  |     |     |     | 37*   |      |
| Legenda |                     |          |                     |     |     |     |     |     |     |     |     |       |      |

* Stagione in corso.

### 24 Ore di Le Mans
| Anno | Classe   | N° | Gomme | Vettura                                               | Squadra               | Co-piloti                       | Giri | Pos. Assol. | Pos. di Classe |
| ---- | -------- | -- | ----- | ----------------------------------------------------- | --------------------- | ------------------------------- | ---- | ----------- | -------------- |
| 2016 | LMP2     | 46 | D     | Oreca 05 - Nissan                                     | Thiriet by TDS Racing | Mathias Beche Pierre Thiriet    | 241  | Rit         | Rit            |
| 2017 | LMP2     | 22 | D     | Oreca 05 - Gibson                                     | G-Drive Racing        | Memo Rojas José Gutiérrez       | 327  | 40º         | 17º            |
| 2022 | Hypercar | 8  | M     | Toyota GR010 Hybrid Toyota 3.5 L V6 Twin-Turbo Hybrid | Toyota Gazoo Racing   | Sébastien Buemi Brendon Hartley | 380  | 1º          | 1º             |
| 2023 | Hypercar | 8  | M     | Toyota GR010 Hybrid Toyota 3.5 L V6 Twin-Turbo Hybrid | Toyota Gazoo Racing   | Sébastien Buemi Brendon Hartley | 342  | 2º          | 2º             |
| 2024 | Hypercar | 8  | M     | Toyota GR010 Hybrid Toyota 3.5 L V6 Twin-Turbo Hybrid | Toyota Gazoo Racing   | Sébastien Buemi Brendon Hartley | 311  | 5º          | 5º             |
| 2025 | Hypercar | 8  | M     | Toyota GR010 Hybrid Toyota 3.5 L V6 Twin-Turbo Hybrid | Toyota Gazoo Racing   | Sébastien Buemi Brendon Hartley | 380  | 15º         | 15º            |

### Risultati in Formula 1
| 2024 | Scuderia | Vettura |  |  |  |  |  |  |  |  |  |  |  |  |  |  |  |  |  |  |  |  |  |  |  |    | Punti | Pos. |
| ---- | -------- | ------- |  |  |  |  |  |  |  |  |  |  |  |  |  |  |  |  |  |  |  |  |  |  |  | -- | ----- | ---- |
| 2024 | McLaren  | MCL38   |  |  |  |  |  |  |  |  |  |  |  |  |  |  |  |  |  |  |  |  |  |  |  | SP |       |      |

| 2025 | Scuderia    | Vettura    |  |  |    |    |  |  |  |  |    |  |  |  |  |  |  |  |  |  |  |  |  |  |  |  | Punti | Pos. |
| ---- | ----------- | ---------- |  |  | -- | -- |  |  |  |  | -- |  |  |  |  |  |  |  |  |  |  |  |  |  |  |  | ----- | ---- |
| 2025 | Alpine Haas | A525 VF-25 |  |  | SP | SP |  |  |  |  | SP |  |  |  |  |  |  |  |  |  |  |  |  |  |  |  |       |      |

| Legenda | 1º posto     | 2º posto | 3º posto    | A punti         | Senza punti/Non class.  | Grassetto – Pole position Corsivo – Giro più veloce Apice – Risultato Sprint (A punti) |
| Legenda | Squalificato | Ritirato | Non partito | Non qualificato | Solo prove/Terzo pilota | Grassetto – Pole position Corsivo – Giro più veloce Apice – Risultato Sprint (A punti) |

### Annotazioni
1. ↑  Solo nel Gran Premio del Giappone 2025.